# Direct-attached storage
Direct-attached storage (DAS), pamięć masowa podłączana bezpośrednio – sposób podłączania przestrzeni dyskowej (dysków, macierzy) bezpośrednio do komputera bez pośrednictwa sieci. DAS jest najprostszym sposobem udostępnienia przestrzeni dyskowej systemowi informatycznemu. Podłączenie zazwyczaj realizowane jest w jednym z następujących standardów: SCSI, SAS, ATA, SATA, ATAPI, Fibre Channel oraz USB.